# JVKV
I JVKV sono una popolare boy band di Taiwan. Il gruppo ha preso avvio a partire dal Drama taiwanese Meteor Garden con il nome di F4, e comprendeva i membri Jerry Yan, Vanness Wu, Ken Chu e Vic Zhou. Hanno ottenuto la popolarità anche in altri paesi asiatici, quali Giappone e Filippine.

## Storia

### F4 (2001–2002)
La serie televisiva Meteor Garden è un adattamento del manga shōjo giapponese Hana Yori Dango. Yan recita nel ruolo di Daoming Si, uno studente universitario ricco ed estremamente arrogante che scopre la sua anima gemella in una ragazza povera ma molto orgogliosa, Shan Cai - interpretata da Barbie Hsu. Zhou, Wu e Chu recitano nel ruolo degli amici di Daoming Si, rispettivamente Huaze Lei, Meizuo e Ximen. I quattro ragazzi sono i più popolari ed affascinanti del college che frequentano; sono comunemente conosciuti con il nome di gruppo "Flower Four"; è da qui che deriva il nome che ha poi assunto la boy band nella realtà, F4.
Meteor Garden è stato messo in onda a Taiwan nel 2001, diventando il drama più popolare nella regione.. Nel 2002, Meteor Garden è stato trasmesso anche ad Hong Kong, Singapore, Malaysia, Thailandia e Indonesia; ha raggiunto le Filippine nel 2003. La serie è stata portata di nascosto nella Cina continentale nel 2002, nonostante il divieto di trasmissione delle autorità locali, a causa della troppa enfasi data nel drama al potere ed al materialismo.. Il sequel, Meteor Garden II, è stato girato in Spagna, ed in seguito trasmesso nel paese d'origine nel 2002.
Nel 2001, gli F4 sono diventati una boyband a tutti gli effetti, firmando un contratto discografico con la famosa etichetta Sony Music Entertainment. Il gruppo ha pubblicato tre album, Meteor Rain, Fantasy 4ever e Waiting for You Here. Nel 2002, gli F4 hanno cantato una cover cinese della canzone "Can't Help Falling in Love", inclusa nella colonna sonora della versione asiatica del film d'animazione della Walt Disney Lilo & Stitch. La versione inglese della canzone è cantata dagli A*Teens, la quale è una cover della hit dallo stesso titolo del 1961, originariamente di Elvis Presley. Hanno anche cantato una cover mandarina di Yo Te Amo di Chayanne.

### JVKV (2007)
Il 29 aprile 2007, la produttrice di Meteor Garden Angie Chai ha annunciato che il gruppo non sarebbe più stato conosciuto come F4. Il cambiamento del nome è stato dovuto a dei problemi di copyright. La casa editrice giapponese Shūeisha, che possiede il copyright di Hana Yori Dango, aveva precedentemente permesso al gruppo di utilizzare il nome F4 nel 2001. Tuttavia, quando il Giappone ha filmato e messo in onda la propria versione con attori reali del popolare manga, con il proprio cast formato da quattro ragazzi, gli editori si sono convinti che ci sarebbe potuta essere della confusione sui nomi nei diversi paesi asiatici dove entrambi i drama fossero stati trasmessi. A causa di tali conflitti, al gruppo fu dato il nome di JVKV usando le iniziali dei nomi di ognuno dei quattro membri. Secondo i produttori, l'ordine delle iniziali dei membri è data dalle loro date di nascita, dal più vecchio al più giovane; questo è il motivo per cui la prima "V" appartiene a Vanness Wu, e la seconda a Vic Zhou.
Nonostante le voci di scioglimento, i JVKV hanno pubblicato il loro terzo album, Waiting for you 在這裡等你, il 28 dicembre 2007. Tale terzo album portava ancora il nome di F4, e non di JVKV.

## 2008
Gli F4 sono stati i primi artisti stranieri a tenere sette concerti consecutivi in Giappone, superando il record che era stato precedentemente affermato da Jay Chou e Faye Wong.

### Progetti solisti
I JVKV, oltre ad essere una solida band, si stanno concentrando sulle proprie carriere soliste, tanto nella recitazione quanto nella musica.
Wu si è concentrato principalmente su film e musica. Ha pubblicato il suo secondo album solista, intitolato "V.Dubb" (il suo soprannome), nell'aprile del 2007, cinque anni dopo il suo primo album solista "Body Will Sing". Ha pubblicato il suo terzo album, intitolato "In Between 2008 new song + collection album", nel giugno 2008. Ha partecipato a numerosi video musicali, tra i quali figurano "Ai Cuo" di Leehom Wang, la versione cinese di "Crazy in Love" di Beyoncé, e "Hip Hop Tonight" di Coco Lee. Vanness ha recitato in diversi film del grande schermo; per nominarne alcuni "Star Runner", "Kung Fu Fighter", "Three Kingdoms: Resurrection of the Dragon" e "Dragon Squad". I suoi film sono principalmente d'azione e combattimento, in quanto egli è particolarmente affermato nelle arti marziali e nello stunt.
Nell'agosto del 2004, Yan ha pubblicato il suo primo album solista, "The First Time" (第一次 Jerry for You). Inoltre, ha recitato in diverse serie televisive a Taiwan, tra cui "Spicy Teacher", "Meteor Garden", i suoi sequel "Meteor Garden II" e "Meteor Rain", "Come To My place", "Love Scar" e "The Hospital"; inoltre, è stato ingaggiato in un film, "Magic Kitchen" 魔幻廚房 (2004). I suoi ultimi drama in ordine di tempo, "Hot Shot" (2008) e "Starlit" (2009), sono attualmente in programmazione a Taiwan.
Zhou ha pubblicato in totale tre album solisti, "Make a Wish" (gennaio 2002), "Remember I Love You" (gennaio 2004) e "I'm not F4" (novembre 2007). Grazie alla sua enorme popolarità, ha recitato in almeno una serie televisiva l'anno sin dal 2001, con l'unica eccezione del 2003, per un totale di almeno 10 drama. Nell'ultimo anno, ha partecipato a due film, "Linger" e "Tea Fight".
Chu, conosciuto anche come grande amante del buon cibo e della cucina, ha pubblicato un suo libro di ricette, "Delicious Relations" [美味关系] nel 2006, dopo aver recitato in alcuni drama. Anch'egli, a partire dal 2001, ha partecipato ad almeno un drama l'anno, con l'eccezione del 2005. In quell'anno, tuttavia, ha pubblicato il suo primo album solista, "On Ken's Time". Ha pubblicato il suo secondo album solista, "2009 Getting Real new songs + collections album" nel gennaio del 2009 (appena prima del suo compleanno). Ha pubblicato tutti i suoi album da solista nel mese di gennaio dei rispettivi anni di pubblicazione. Fino ad ora, ha recitato in tre film.
Tre dei quattro membri del gruppo hanno recitato nel drama "Wish To See You Again", nel quale Vic Zhou e Ken Chu avevano dei ruoli principali. Vanness è apparso come ospite solo in alcuni episodi. A causa dei molti impegni, Jerry Yan non ha recitato nel drama, facendo sì che il ruolo che era stato inizialmente pensato per lui fosse ceduto a Kingone Wang. Nel frattempo, Yan ha recitato in una serie televisiva taiwanese insieme a Wu Chun dei Fahrenheit e a Show Luo. La serie ha preso il nome di "Hot Shot" ed è stata trasmessa nell'estate del 2008. Il drama ha argomento sportivo, essendo basato sul gioco del basket e sulle competizioni tra ragazzi. Tale serie è stata altamente attesa a causa dei tre attori che hanno il ruolo di protagonisti.

### Discografia
流星雨 (Meteor Rain) (Novembre 2001)
1. 流星雨 - (Liu xing yu / Meteor Rain) - F4
2. 我是真的真的很愛你 - (Wo shi zhen de zhen de ai ni / I Truly Love You) - Jerry
3. Here We Are - Ken
4. 誰讓你流淚 (Shei rang ni liu lei / Who Made You Cry?) - Vanness
5. 為你執著 - (Wei ni zhi zhuo / Persistence For You) - Vic
6. 第一時間 - (Di yi shi jian / First Time) - F4
7. 要定你 - (Yao ding ni) - Jerry
8. 你不愛我愛誰？ (Ni bu ai wo ai shei - Who Do You Love If Not Me?) - Vanness
9. 愛不會一直等你 - (Ai bu hui yi zhi deng ni) - Ken
10. 最特別的存在 - (Zui te bie de cun zai / The Most Special Existence) - Vic

Fantasy 4ever (Gennaio 2003)
1. 絕不能失去你 (Jue bu neng shi qu ni / Can't Lose You) - F4
2. 煙火的季節 (Yan huo de ji jue / Season of Fireworks) - F4
3. 愛的領域 (Ai de ling yu / Love's Terrain) - F4
4. 一個人的冬季 (Yi ge ren de dong ji / Lonely Winter) - Vic
5. 晴天 - (Qing tian / One Fine Day) - Jerry
6. 當你是朋友 (Dang ni shi peng you / You As A Friend) - Vanness and Ken
7. Te Amo我愛你 - (Te Amo/Wo ai ni/I Love You) - F4
8. 只有我 - (Zhi you wo / Only I) - Jerry
9. 心理測驗 (Xin li ce yan - Psychological Test) - Vanness
10. 怎麽會是你 - (Zen me hui shi ni / How Is It You) - Vic
11. Ask For More - F4
12. Can't Help Falling in Love - F4

Waiting for you 在這裡等你 (28 dicembre 2007)
1. 體驗 (Ti yan / Experience) - F4
2. 在這裡等你 (Zai zhe li deng ni / Waiting For You) - F4
3. 你是我唯一的執著 (Ni shi wo wei yi de zhi zhuo / You Are My Only Persistence) - Jerry
4. Listen To Your Heart - Vanness
5. 殘念 (Can nian) - Vic
6. 愛不停止 (Ai bu ting zhi / Love Nonstop) - Ken
7. 白 (Bai / White) - Vic
8. 七天 (Qi tian / seven days) - Sung by Vanness
9. 無所謂 (Wu suo wei / Doesn't Matter) - Ken
10. 我沒有辦法離開你 (Wo mei you ban fa li kai ni / I Have No Way To Leave You) - Jerry